# Stylosanthes longiseta
Stylosanthes longiseta là một loài thực vật có hoa trong họ Đậu. Loài này được Micheli miêu tả khoa học đầu tiên năm 1883.